# Gastaldo
En el ordenamiento medieval lombardo el «gastaldo» o «castaldo» era un funcionario de la corte real que actuaba en el «gastaldato» o «gastaldia», demarcación que era su área de  administración, tanto en el ámbito civil como en el militar y el judicial. El cargo era temporal y servía de contrapeso a la autonomía de los duques, que administraban paracticamente un tercio del territorio. Sin embargo, en los ducados del sur de Lombardía la autoridad recaía exclusivamente en los «gastaldos».
Los «gastaldos» más importantes podían recibir el título de conde para significar su alta dignidad. Sin embargo, con el aumento de poder de los duques en perjuicio del poder regio, fueron perdiendo funciones e influencia, pasando a depender de los primeros, con autoridad casi exclusivamente en el ámbito administrativo. 
Con el tiempo, el término «gastaldia» acabó por referirse a una extensa explotación agrícola y el «gastaldo» pasó a ser el administrador de la finca.